# 中国国际基金
中国国际基金（英語：China International Fund，CIF，簡称中基公司）是总部在香港的一家中国公司，主要投资发展中国家的大型国家重建和基础设施建设。根据提交给美国国会的一份报告显示，中国国际基金的“核心成员”“与一些中国国有企业存在关联”。
中国国际基金与安哥拉和几内亚政府达成协议，可以开采这些国家的各种资源。这些协议给这两个国家带来了数十亿美元投资。